# محمد جمعه (بازیکن فوتبال، زاده ۱۹۷۳)
محمد جمعه (انگلیسی: Mohamed Juma؛ زادهٔ ۱۳ دسامبر ۱۹۷۳) بازیکن فوتبال اهل بحرین بود.
از باشگاه‌هایی که در آن بازی کرده‌است می‌توان به باشگاه ورزشی الخور اشاره کرد.